# Cauchero
Cauchero est un corregimiento situé dans le district d'Almirante, province de Bocas del Toro, au Panama. En 2010, la localité compte 2 424 habitants.
Jusqu'au 4 décembre 2020, le corregimiento faisait partie du district de Bocas del Toro, lorsqu'il a été transféré au district d'Almirante, par la loi 172 de 2020.

## Démographie
En 2010, elle avait une population de 2 424 habitants selon les données de l'Institut national des statistiques et du recensement et une superficie de 140,6 km2, ce qui équivaut à une densité de population de 17,24 habitants par km².

## Statistiques ethniques
- 94,39 % chibchas[4]
- 4,7 % mestizos
- 0,91 % afro-panaméens[4]